# Ибрагимов, Алигейдар Алигулу оглы
Алигейдар Алигулу оглу Ибрагимов (азерб. Əliheydər Əliqulu İbrahimov; 24 декабря 1906 — 6 ноября 1953) — советский военнослужащий, участник Великой Отечественной войны, гвардии майор РККА.

## Биография
Родился в 1906 году в Бильгях. В РККА с 1923 по 1935 год и вновь с 1941 года. С первых дней войны в действующей армии, сражался на Юго-Западном фронте.
В 1941 году в боях под Полтавой был контужен. Участник битвы за Кавказ, сражался в составе Северо-Кавказского фронта и Северной группы войск. В 1944 году сражался в составе 4-го Украинского фронта, освобождал Одессу. Особо отличился в период боевых действий с 6-го по 18-е марта 1944 года. Будучи заместителем командира 4-го отдельного истребительного противотанкового дивизиона по строевой части, гвардии капитан Алигейдар Ибрагимов находился на передовых позициях дивизиона. 10 марта 1944 года в районе Баштанка лично руководил отражением двух атак противника, в ходе которых немцы оставили на поле боя более 60 трупов. 14 марта лично с эскадроном кубанских казаков и пятью танками ворвался в колонну противника силой до полка пехоты с артиллерией и самоходками. Отряд Ибрагимова разгромил и рассеял колонну врага. На поле боя осталось до 170 трупов солдат и офицеров противника. За умелое руководство личным составом и мужество в бою по представлению командира 4-го гвардейского казачьего кавалерийского корпуса гвардии генерал-лейтенанта Плиева, Алигейдар Ибрагимов награждён орденом Александра Невского.
Летом 1944 года будучи уже командиром артдивизиона участвовал в освобождении Бреста и Брестской крепости. В боях за Брест гвардии майор Ибрагимов был тяжело ранен. Получил в общей сложности 17 ранений и потерял зрение.
Скончался от ран 6 ноября 1953 года.
Награждён двумя орденами Александра Невского, орденами Боевого Красного Знамени, Красной Звезды и Знак Почета, медалями «За боевые заслуги» и «За оборону Кавказа».

## Память
- В селении Бильгях установлен бронзовый горельеф работы лауреата Государственной премии Фуада Абдурахманова с изображением Ибрагимова и надписью золотом на мраморе «Здесь похоронен доблестный сын азербайджанского народа, участник боев за Брестскую крепость гвардии майор Али Гейдар Али Кули оглу Ибрагимов. 1906—1953»[2].
- На стене дома в Баку, в котором вырос и жил Ибрагимов установлена мемориальная доска с надписью на азербайджанском и русском «Здесь вырос и жил герой Брестской крепости гвардии майор Ибрагимов Али Гейдар Али Гули оглы 1906—1953».